# فرودگاه لامپمان
فرودگاه لامپمان  (به انگلیسی: Lampman Airport) یک فرودگاه همگانی است که یک باند فرود چمن و آسفالت دارد و طول باند آن ۹۱۴ متر است. این فرودگاه در کشور کانادا قرار دارد و در ارتفاع ۵۹۴ متری از سطح دریا واقع شده است.